# Paul Abadie

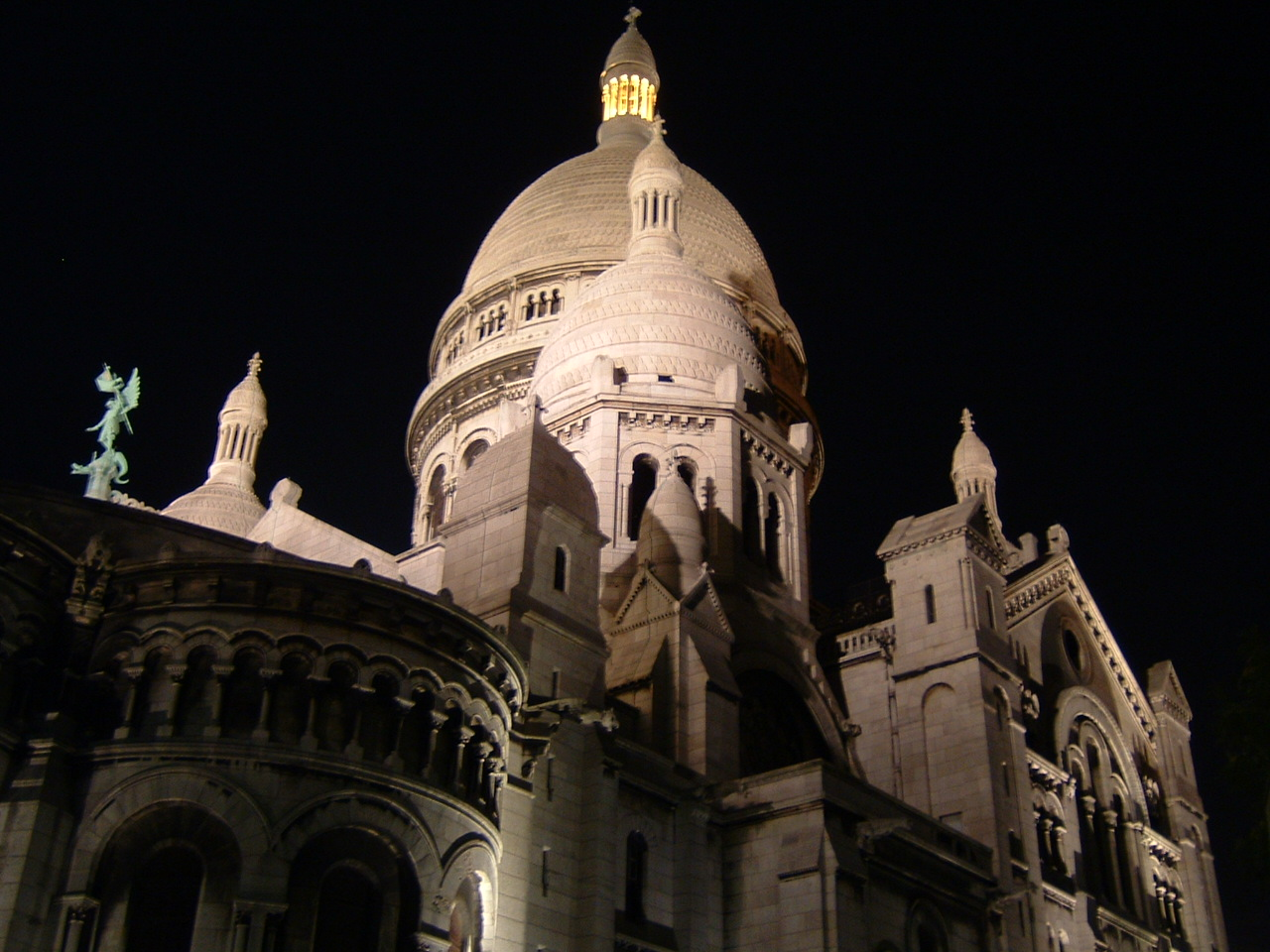
Bazylika Sacré-Cœur na wzgórzu Montmartre w Paryżu

Paul Abadie (ur. 9 listopada 1812 w Paryżu, zm. 3 sierpnia 1884 w Chatou) – francuski architekt i konserwator zabytków.
Studiował w Państwowej Wyższej Szkole Sztuk Pięknych w Paryżu.
Twórca licznych kościołów w stylu łączącym romanizm i styl bizantyjski. Głównym jego dziełem jest Bazylika Sacré-Cœur na wzgórzu Montmartre w Paryżu. Prowadził restauracje licznych zabytków średniowiecznych we Francji, w tym katedry Notre-Dame w Paryżu (we współpracy z Viollet-le-Dukiem), a także m.in. katedry w Angoulême (gdzie zaprojektował również ratusz), kościołów Saint-Front w Périgueux, Saint-Etienne w Cahors, kościoła klasztornego w Brantôme. W 1869 został Oficerem Legii Honorowej.